# トラウマ・フォーカスト認知行動療法
トラウマ・フォーカスト認知行動療法（トラウマ・フォーカストにんちこうどうりょうほう、TF-CBT:Trauma focused cognitive behavioral therapy）は、心的外傷後ストレス障害（PTSD）やその他のトラウマ体験に関連する問題を抱える子どもや青少年のニーズに対処することを目的とした、エビデンスに基づいた心理療法またはカウンセリングである。  
この治療法は、2006年にアンソニー・マナリーノ博士、ジュディス・コーエン博士、エスター・デブリンガー博士によって開発された。TF-CBTの目標は、子どもと加害者ではない保護者の両方に心理教育を提供し、不適応な感情、思考、行動を特定し、対処し、再調整を支援すること。研究では、TF-CBTは、小児PTSDの治療に効果的で、身体的または性的被害、児童虐待、家庭内暴力、地域社会の暴力、事故、自然災害、戦争など、トラウマ体験を経験または目撃した子どもの治療にも効果があることが示されている。TF-CBTは、複雑性PTSDの治療に応用され、効果が示されている。

## 概要
TF-CBTは、トラウマに配慮した治療要素を組み込んだ治療モデルである。  子どもと親の両方との治療関係を維持しながら、TF-CBTのテクニックを子どもとその状況に合わせて個別化することを目的とする。  TF-CBT 治療は、トラウマ体験を経験した子どもや青少年に使用できる。 これは、トラウマに配慮した治療と認知行動療法の戦略を組み合わせた短期療法（12〜16回のセッション）。  また、他の問題を持つ子どものための大規模な治療計画の一部としても使用することができる。  TF-CBT には、子どもと親の両方に対する個別セッションと、親子の共同セッションがある。

## 有効性
TF-CBTの有効性を検証したランダム化臨床試験では、TF-CBTが小児および青年のさまざまな精神疾患に対する効果的な治療であることが判明した 。 TF-CBTは、トラウマを経験した子どものPTSD、うつ病、不安、外在化行動、性的行動、羞恥心などの症状を軽減することが証明されている。  TF-CBTは、親子間のコミュニケーションを強化することで、ポジティブな子育てスキルと子どもへのサポートを改善することが示されている。  TF-CBTとセルトラリンの併用効果を調べた研究では、治療にセルトラリンを追加しても利点が少ないことが判明し、薬物療法の前にTF-CBTを最初に試すエビデンスが得られた。  また、TF-CBTは、グループ形式も個別形式も、対照群よりも成功率が高いというエビデンスがある。 
TF-CBTは、成人の慢性PTSDの治療においてEMDRと同等の効果があることが示されているが、研究対象者数が少なく、脱落率が高く、実験者のバイアスのリスクが高いため、結果は暫定的なものだった。 
トラウマ治療における CBT の有効性について議論されている。 有効性研究に参加したクライアントの約50％は、治療終了時にもトラウマ関連の症状が残っている。  CBT は、他の種類の治療と比較した治療効果について研究されている。 これらの研究は、外来研究で実施されている。 

## 治療段階と構成要素
TF-CBT の構成要素には、幼少期のトラウマ体験に関する心理教育とリラクゼーション スキルがある。 治療には 3 つの段階（安定化、トラウマ体験の語りと処理、統合と強化）がある。 セッション全体を通じて8つの内容があり、以下に示す「PRACTICE」の頭字語で示される 。 セラピストは、各段階で4～5回のセッションを実施し、PRACTICEは順番に提供される 。
- 心理教育と子育てスキル
- リラクゼーション
- 感情表現と制御
- 認知的対処
- トラウマ体験の物語の展開と処理
- 段階的な生体内エクスポージャー
- 親子の共同セッション
- 安全性の向上と将来の発展

### 段階1: 安定化
心理教育と子育てスキル。 トラウマ反応やトラウマを思い出させる事柄に関する情報が提供され、それらが正常なものとして扱われ、その人の経験が認められる。 保護者は、これらのトラウマ反応に対処するためのスキルも提供される 。 トラウマを思い出させるもの（例えば、トラウマ体験に関連する物、人、場所など）に関する教育は、PTSDの症状がどのように維持されるかを子どもや保護者に説明するのに役立つ 。 心理教育セッションでは、PTSD の症状における脳の役割も説明される。 脳の「恐怖」を司る扁桃体は、過敏に反応する。一方、処理、意思決定、制御に関与する前頭前皮質は、活動が低下し、容積が減少することもある 。 前頭前皮質は、扁桃体を通じて送られる信号を処理し、ストレスの多いイベントに対する調整された反応を行うのを助ける。 これらのつながりは、PTSDクライアントでは減少しており、トラウマ体験を思い出させるものに対する恐怖レベルの高まりを示している 。 この情報は、「子どもにわかりやすい」方法（例えば、手を使った脳のモデル ）で説明することができ、TF-CBTの2番目のリラクゼーションに繋がっていく。 
リラクゼーション。 子どもと保護者は、ストレス反応に対処するためにリラックスするためのスキルを教育される 。 漸進的筋弛緩法、ペース呼吸、ガイド付き視覚化などがある 。 
感情表現と制御。 この要素は、子どもが、感情や思考を表現することに慣れ、知識を身に付け、ストレス反応を管理するためのスキルを練習し、発達させるのに役立つ 。 保護者は、これらのスキルについて教育を受けており、家庭でトラウマ体験を思い出させるようなイベントが起こったときに、セッションで教わった感情言語を使って練習するよう勧められている  。
認知的対処。 この要素は、子どもと保護者が、不適応な思考、感情、行動を認識し、適応的な反応に置き換えるために役立つ 。 このセクションは、クライアント、特に幼い子どもにとっては困難なことがある 。 認知三角形は、認知、感情、行動のプロセスがどのように相互作用するかを示している 。 子どもは、日常の否定的な思考（例えば、『昼食時に一人で座っているのは、誰も私のことを好きではないからだ』）の認識を指導され、これらのスキルは、トラウマ体験を取り巻く否定的な思考（例えば、『これが私に起こったのは、私が悪い子だからだ』）に適応される 。

### 段階2: トラウマ体験の語りと処理
トラウマ体験の物語の展開と処理。 これは、子どもが、トラウマ体験に関する具体的な詳細に対処できるようにする対話型のプロセスである。 これらの反応を処理するためのツールとして、創造的な手段を通じて書かれた要約が作成される。 この内容は、保護者と共有され、保護者にもこれらの認知を処理する機会が与えられる 。

### 段階3: 統合と強化
段階的な生体内エクスポージャー これは、TF-CBT の唯一の任意項目。 保護者と子どもは、恐怖の階層表を作成し、恐怖に立ち向かう戦略を立てる。 このセッションでは、保護者が、子どもにリラクゼーションとTF-CBTのスキルを身につけてもらうために、一貫して勇気づけと粘り強さを与える必要があるため、保護者が重要な役割を果たす 。
親子の共同セッション。 治療が終了する前に、トラウマ体験やその他の重要な問題についてオープンなコミュニケーションを継続するために、子どもと保護者の間で直接コミュニケーションを取ることが推奨される 。
安全性と将来の発展。 子どもの安全感と信頼感を高めるのに役立つ実践的なスキルが開発されている 。

## 治療セッション
親子共同セッション以外は、セッションは約1時間で、子どもと30分、親と30分 。 親子共同セッションでは、セラピストは、保護者と5～10分間面談し、その後子どもと5～10分間面談し、最後に保護者と子どもが一緒に40～50分間面談する 。

### 子ども向けセッション
子どものセッション中、セラピストは、深呼吸や筋肉の弛緩スキルなどのリラクゼーショントレーニング、感情調整（感情の特定）、トラウマ体験の物語と処理（圧倒的なイベントとそれに関連する感情について話し合う）、認知的対処戦略（否定的な考えを特定し置き換える）に焦点を当てる 。

### 保護者向けセッション
TF-CBTでは、親または保護者が、改善のための中心的な治療因子である 。 親とのセッションでは、セラピストは、治療と安全計画の妥当性について親と話し合い、効果的で前向きな子育てスキルを勧める 。 これらのセッションは、保護者が、自身の精神病理に対する具体的な対処スキルを使用し、子どもにモデルを示し、子どもが自身の症状をどのように管理できるかを示すのを助ける 。

### 親子共同セッション
共同セッション中、セラピストは、親子のコミュニケーションを促進する手段として、トラウマ体験の物語や非適応的で否定的な考えに対する挑戦を共有する。 セラピストは、不適切な認知が取り上げられていない場合にのみ介入する 。

### グループセッション
グループTF-CBTは、個別のTF-CBTの代替手段で、セラピストの勤務時間を減らし、災害後やリソースが限られている地域で提供される 。 個人TF-CBTと同様に、グループTF-CBTは、子どもと保護者が関与し、「練習」の要素を活用し、苦痛と恥の感情の軽減を目的とした12の構造化されたセッションを通じて提供される 。